# 阿拉·纳贾尔
阿拉·纳贾尔（阿拉伯语：‎，羅馬化：Alaa Najjar）是一名医生、维基人和互联网活动家。他在2021年8月的維基媒體國際會議上被维基百科联合创始人吉米·威爾斯评为年度維基人，以表彰他在阿拉伯和医学社群发展和COVID-19专题发展中的突出贡献。
纳贾尔的维基百科用户名是علاء（阿拉伯语：‎），他是维基项目医学的积极贡献者，也是阿拉伯語維基百科的志愿管理员。 同时，他也是黎凡特地区维基媒体的董事会成员和维基医学杂志的编委会成员。

## 教育和职业
纳贾尔于2021年1月毕业于亚历山大大学医学系，获得医学学士、外科学士（MB Bch）学位。 他在2021年接受《國家報》采访时称，他目前受雇于“一家非常繁忙的公立医院”。

## 维基百科与维基媒体活动

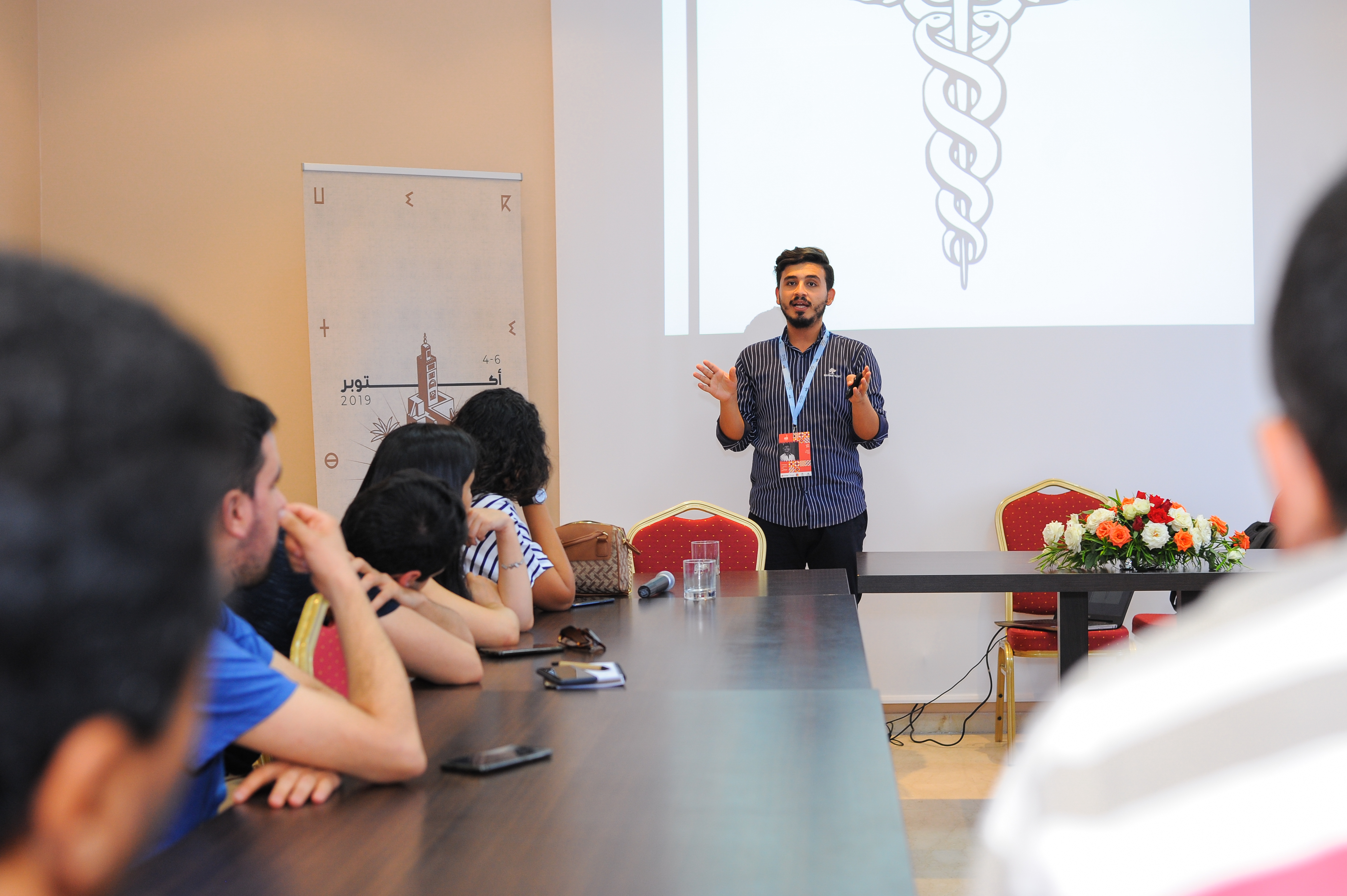
纳贾尔在2019年WikiArabia上介绍维基项目医学

纳贾尔自2014年以来一直是活跃的贡献者，他的大部分编辑都集中在与医学有关的条目上。他还担任阿拉伯语维基百科的管理员和阿拉伯语维基百科官方社交网络团队的成员，并在维基媒体基金会的不同项目中担任若干其他角色。 他也是维基媒体集团在黎凡特的董事会成员，并自2018年12月起担任《维基医学杂志》的编委会成员。 
他率先在阿拉伯语百科全书上开拓了COVID-19专题，并对医学专题做出了重要贡献。阿拉的工作有助于打击医学上的错误信息，并以可靠的、经过事实检验的信息对抗这种流行病。
2021年8月15日，他被维基百科联合创始人吉米·威爾斯评为“年度維基人”。 纳贾尔因其在阿拉伯和医学界发展中的先锋作用以及他在COVID-19主题发展中的作用而受到赞扬。 由于旅行限制，威尔士无法按照惯例亲自将奖项交给纳贾尔，而是在Google Meet上与他进行了一次“惊喜通话”。